# PTJ International Finance Center
Le PTJ International Finance Center est un gratte-ciel 264 mètres construit en 2014 à Wuhan en Chine.